# Villaseca de Henares
Villaseca de Henares – gmina w Hiszpanii, w prowincji Guadalajara, w Kastylii-La Mancha, o powierzchni 17,17 km². W 2011 roku gmina liczyła 34 mieszkańców.